# Bobler
 (juin 2021).
 (novembre 2015).
Bobler est une société française éditrice d'applications. Elle a développé le réseau social vocal Bobler actif de 2013 à 2015 et l'application mobile LiPP lancée en 2015.

## Historique
Bobler est une startup lancée en 2013 par Marc-Antoine Durand. 
L'application, disponible sur iOS et Android, permettait à un utilisateur d’envoyer publiquement et gratuitement des messages audio de 36 secondes, appelés Bulles via une application mobile et de les partager sur les réseaux sociaux. Ces messages pouvaient être accompagnés d'une photographie et d'une géolocalisation.    
L'éditeur Bobler a été sélectionné en 2014 par Ubifrance pour être présent au stand France du salon des industries créatives et numérique South by South West.    
En 2015, Bobler est fermé à la suite de la création de l'application LiPP. Celle-ci permet d’enregistrer sa voix sur de courtes vidéos, extraits de films et dessins animés puis de les envoyer à des amis par un service de messagerie instantanée. La même année, une levée de fonds permet de récolter 500 000 euros.    
L'application connaît une forte croissance dès son lancement en mai 2015. Elle revendique la création de 10 millions de contenus en 6 mois.  